# Treviso Foot-Ball Club 1931-1932
Questa voce raccoglie le informazioni riguardanti il Treviso Foot-Ball Club nelle competizioni ufficiali della stagione 1931-1932.

## Stagione
Nella stagione 1931-1932 la direzione tecnica venne affidata a Luigi Gino Visentin (II), che è anche capitano della squadra.
Il Treviso disputa un buon campionato, se contiamo le defezioni forzate del mercato, e si piazza al sesto posto con 27 punti, frutto di 12 vittorie, 3 pareggi e 9 sconfitte, a pari merito con il Thiene penalizzato di un punto per una rinuncia.
A metà stagione cambia anche il presidente, dal cavalier Silvio Gemin al professor Domenico Calzavara.

## Rosa
| N. |                   | Ruolo | Calciatore |
| -- | ----------------- | ----- | ---------- |
|    | Italia (bandiera) | P     |            |
|    | Italia (bandiera) | P     |            |
|    | Italia (bandiera) | D     |            |
|    | Italia (bandiera) | D     |            |
|    | Italia (bandiera) | D     |            |
|    | Italia (bandiera) | D     |            |
|    | Italia (bandiera) | D     |            |
|    | Italia (bandiera) | D     |            |
|    | Italia (bandiera) | D     |            |

| N. |                   | Ruolo | Calciatore |
| -- | ----------------- | ----- | ---------- |
|    | Italia (bandiera) | C     |            |
|    | Italia (bandiera) | C     |            |
|    | Italia (bandiera) | C     |            |
|    | Italia (bandiera) | C     |            |
|    | Italia (bandiera) | C     |            |
|    | Italia (bandiera) | A     |            |
|    | Italia (bandiera) | A     |            |
|    | Italia (bandiera) | A     |            |
|    | Italia (bandiera) | A     |            |

## Statistiche di squadra
| Competizione    | Punti | In casa | In casa | In casa | In casa | In casa | In casa | In trasferta | In trasferta | In trasferta | In trasferta | In trasferta | In trasferta | Totale | Totale | Totale | Totale | Totale | Totale | DR  |
| Competizione    | Punti | G       | V       | N       | P       | Gf      | Gs      | G            | V            | N            | P            | Gf           | Gs           | G      | V      | N      | P      | Gf     | Gs     | DR  |
| --------------- | ----- | ------- | ------- | ------- | ------- | ------- | ------- | ------------ | ------------ | ------------ | ------------ | ------------ | ------------ | ------ | ------ | ------ | ------ | ------ | ------ | --- |
| Prima Divisione | 27    | ?       | ?       | ?       | ?       | ?       | ?       | ?            | ?            | ?            | ?            | ?            | ?            | 22     | 12     | 3      | 7      | 44     | 25     | +19 |
| Totale          |       | ?       | ?       | ?       | ?       | ?       | ?       | ?            | ?            | ?            | ?            | ?            | ?            | 22     | 12     | 3      | 7      | 44     | 25     | +19 |